# پوکا هیرکا (هوانوکو)
پوکا هیرکا (به اسپانیایی: Puka Hirka) یک کوه در پرو است که در منطقه اوئانوکو واقع شده‌است. پوکا هیرکا ۴٬۰۰۰ متر بالاتر از سطح دریا واقع شده‌است.